# Dothidea colliculosa
Dothidea colliculosa är en svampart som beskrevs av Berk. 1836. Dothidea colliculosa ingår i släktet Dothidea och familjen Dothideaceae.   Inga underarter finns listade i Catalogue of Life.